# Hope (Indiana)
Hope é uma cidade  localizada no estado americano de Indiana, no Condado de Bartholomew.

## Demografia
Segundo o censo americano de 2000, a sua população era de 2140 habitantes.
Em 2006, foi estimada uma população de 2272, um aumento de 132 (6.2%).

## Geografia
De acordo com o United States Census Bureau tem uma área de
2,5 km², dos quais 2,5 km² cobertos por terra e 0,0 km² cobertos por água. Hope localiza-se a aproximadamente 208 m acima do nível do mar.

## Localidades na vizinhança
O diagrama seguinte representa as localidades num raio de 16 km ao redor de Hope.